# Hrabstwo Lancaster (Nebraska)
Hrabstwo Lancaster (ang. Lancaster County) – hrabstwo w stanie Nebraska w Stanach Zjednoczonych. Obszar całkowity hrabstwa obejmuje powierzchnię 846,38 mil2 (2 192,13 km²). Według danych z 2010 r. hrabstwo miało 285 407 mieszkańców. Hrabstwo powstało 6 marca 1855 roku, a jego nazwa pochodzi od miasta Lancaster w stanie Pensylwania.

## Sąsiednie hrabstwa
- Hrabstwo Saunders (północ)
- Hrabstwo Cass (wschód)
- Hrabstwo Otoe (wschód)
- Hrabstwo Johnson (południowy wschód)
- Hrabstwo Gage (południe)
- Hrabstwo Saline (południowy zachód)
- Hrabstwo Seward (zachód)
- Hrabstwo Butler (północny zachód)

## Miasta
- Hickman
- Lincoln
- Waverly

## CDP
- Walton
- Yankee Hill

## Wioski
- Bennet
- Davey
- Denton
- Firth
- Hallam
- Malcolm
- Panama
- Raymond
- Roca
- Sprague